# احمد یاسین (بازیکن فوتبال، زاده ۱۹۹۱)
احمد یاسین (عربی: أحمد ياسين؛ زاده ۲۲ آوریل ۱۹۹۱) یک بازیکن فوتبال کردتبار اهل عراق است.
وی همچنین در تیم ملی فوتبال عراق بازی کرده‌است و در جام ملت‌های آسیا ۲۰۱۵ گل مساوی تیم ملی عراق را به ایران از زاویه بسته به ثمر رساند. 